# Merremia ternifoliola
Merremia ternifoliola là một loài thực vật có hoa trong họ Bìm bìm. Loài này được Pittier mô tả khoa học đầu tiên năm 1943.